# When Fate Decrees
When Fate Decrees è un cortometraggio del 1913: il nome del regista non viene riportato nei titoli. Il film fu prodotto dalla Kalem Company e sceneggiato da Mary Pickford. Interpretato da Alice Joyce e Tom Moore, venne distribuito nelle sale dalla General Film Company il 4 giugno 1913. All'epoca, Mary Pickford e Tom Moore erano cognati.

## Trama
Dick Lowell è un giovane milionario che chiede la mano a Jane Hallowell, solo per scoprire che la ragazza è già impegnata con James Douglas, un avventuriero che vive di espedienti. Dick, con il cuore spezzato, si reca a una battuta di caccia dove però il giovane ha un incidente in cui rimane gravemente ferito. Saputo che gli rimangono pochi giorni da vivere, fa chiamare al suo capezzale Jane, cui propone il matrimonio: lo farà felice e lei potrà ereditare il suo patrimonio, quando resterà vedova. Non sapendo che pesci prendere, Jane chiede consiglio a Douglas, che le dice di accettare. I due si sposano, mentre arriva Lucy Randall: costei è una complice di Douglas cui chiede subito del denaro. L'uomo la rassicura: appena avrà messo le mani sui soldi ereditati da Jane, anche lei avrà la sua parte.
Assistito teneramente da Jane, Dick piano piano si riprende. Invece di essere contento, il giovane è disperato perché ritiene di aver imbrogliato Jane. Costei, al contrario, si rende conto della profondità dell'affetto di Dick e della doppiezza di Douglas: resterà con il marito per scelta.

## Produzione
Il film fu prodotto dalla Kalem Company nel 1913.

## Distribuzione
Il film venne distribuito nelle sale dalla General Film Company il 4 giugno 1913.